# Lights Off
Lights Off (englisch für Licht aus) ist ein englischsprachiger Popsong, der von der Gruppe We Are Domi mit Abigail Jones und Einar Eriksen geschrieben wurde. Mit dem Titel vertrat die tschechisch-norwegische Band die Tschechische Republik beim Eurovision Song Contest 2022 in Turin.

## Hintergrund
Am 6. Dezember 2021 wurden im Rahmen einer Pressekonferenz von Česká televize die Teilnehmer für die Online-Show Eurovision Song CZ 2022 bekanntgegeben, darunter auch der Beitrag Lights Off von We Are Domi. Am 16. Dezember wurde das Ergebnis der Vorentscheidung veröffentlicht, wonach die Gruppe als Sieger hervorging. Der Titel wurde zur Hälfte von einer Jury, sowie zu einem Viertel tschechischer und einem Viertel internationaler Zuschauer bestimmt. Zwar erhielt die Gruppe die Höchstpunktzahl von Jury und internationalen Fans, jedoch landete sie bei den tschechischen Zuschauern lediglich auf Platz 4.
Die Inspiration zu einer Teilnahme sei der Band gekommen, als es ihr nicht möglich war, aufgrund der COVID-19-Pandemie öffentlich Musik aufzuführen, weshalb die Teilnahme an der Vorentscheidung die Möglichkeit bot, produktiv zu bleiben. Weiterhin habe ein gemeinsames Konzert mit der Gruppe Lake Malawi im Herbst 2020 den Ausschlag gegeben, welche We Are Domi zu einer Teilnahme ermutigt hätten. Ursprünglich habe man geplant, einen anderen Song einzureichen, welcher jedoch nicht mit dem Reglement des Eurovision Song Contest vereinbar gewesen wäre. Schließlich habe die Band drei Titel beim tschechischen Rundfunk eingereicht.
Lights Off wurde von allen drei Mitgliedern der Band, Dominika Hašková, Casper Hatlestad und Benjamin Rekstad gemeinsam mit Abigail Francis Jones und Einar Kvaløy Eriksen geschrieben. Produziert wurde das Lied von Eriksen mit Frankie Harper. Das Schlagzeug spielte Jostein Braaten. Die Abmischung fand durch Pete Maher statt.

## Inhaltliches
Stilistisch lässt sich der Titel Lights Off der elektronischen Popmusik zurechnen. Weiterhin werden Einflüsse aus der skandinavischen Popmusik genannt. Benjamin Rekstad erläuterte, dass die Band bewusst Elemente einfließen lasse, die in der EDM nicht üblich seien, als Beispiel gilt die Gitarre, die der Gitarrist Casper Hatlestad mit einem Bogen spielt.
Der Titel besteht aus zwei Strophen. Der Refrain wird von einem Pre-Chorus begleitet. Nach der Bridge wird der Refrain ein drittes Mal wiederholt. In der ersten Strophe singt die Sängerin, dass sie vom Weg abgekommen sei und viele Fehler gemacht habe. Die zweite Strophe behandelt das Einläuten von Veränderungen und gewonnener Stärke. Im Refrain fragt die Sängerin nach jemandem oder etwas (englisch Where are you now? ‚Wo bist du jetzt?‘).

## Veröffentlichung
Der Titel wurde am 3. Dezember 2021 als Selbstpublikation veröffentlicht. Am 6. März 2022 bot die Band eine überarbeitete Version im Rahmen der rumänischen Selecția Națională dar. Am 18. März erschien ein Musikvideo, das unter der Leitung von Ruy Okamura entstand.

## Beim Eurovision Song Contest
Die Gruppe trat mit Lights Off im zweiten Halbfinale des Eurovision Song Contest 2022 am 12. Mai an. Das Land konnte sich erfolgreich für das Finale qualifizieren und erhielt die Startnummer 1, womit die Band die Show eröffnete.